# Судзуки, Ясуо
Ясуо Судзуки (яп. 鈴木 保男, 30 апреля 1913, Канагава — август 2000) — японский футболист.

## Клубная карьера
На протяжении своей футбольной карьеры выступал за клуб Университета Васэда.

## Карьера в сборной
С 1934 по 1936 год сыграл за национальную сборную Японии два матча. Также участвовал в Олимпийских играх 1936 года.

### Статистика за сборную
| Сборная Японии | Сборная Японии | Сборная Японии |
| Год            | Матчи          | Голы           |
| -------------- | -------------- | -------------- |
| 1934           | 1              | 0              |
| 1935           | 0              | 0              |
| 1936           | 1              | 0              |
| Итого          | 2              | 0              |